# Eriococcus danzigae
Eriococcus danzigae är en insektsart som först beskrevs av Miller och Gimpel 1996.  Eriococcus danzigae ingår i släktet Eriococcus och familjen filtsköldlöss. Inga underarter finns listade i Catalogue of Life.